# Dominus (hudební skupina)
Dominus byla dánská death/groove metalová hudební skupina z Ringstedu založená v roce 1991. Kapela zanikla někdy v letech 2000/2001, poté frontman Michael Poulsen založil skupinu Volbeat, kterou pojmenoval podle třetího alba Dominus Vol.Beat.
Debutové studiové album View to the Dim vyšlo v roce 1995 pod hlavičkou dánského vydavatelství RRS. Celkem mají Dominus na svém kontě dvě demonahrávky, jedno EP a čtyři dlouhohrající alba.

## Diskografie
Dema
- Ambrosias Locus (1992)
- Astaroth (1993)

Studiová alba
- View to the Dim (1995)
- The First 9 (1996)
- Vol.Beat (1997)
- Godfallos (2000)

EP
- Sidereal Path of Colours (1993)